# Infinity (chanson de Mariah Carey)
Pour les articles homonymes, voir Infinity.
Singles de Mariah Carey
You Don't Know What to Do
(30 juin 2014) I Don't
(3 Février 2017)
Infinity est une chanson de la chanteuse Mariah Carey, sortie le 27 avril 2015. Ce titre est le 1er et unique single extrait de la compilation #1 to Infinity. Elle est écrite par Mariah Carey, Eric Hudson, Priscilla Renea, Taylor Parks, Ilsey Juber et composée par Mariah Carey et Eric Hudson.
La chanson arrive à la 28 meilleure meilleure place du Hot R&B/Hip-Hop Songs.

## Composition
Infinity est un titre RnB, qui parle de rupture.

## Promotion
Le 15 janvier 2015, il est annoncé que Mariah remplacera prochainement Céline Dion sur la scène du Caesars Palace où elle va interpréter sur scène, 18 de ses plus grands titres, qui sont tous classés numéro 1 dans les charts. Son spectacle est prévu pour commencer au printemps et devrait se poursuivre tout au long de l'année.
La promotion est calée afin de coïncider avec l'arrivée de Mariah Carey au Caesars Palace, dont la date est prévue pour le 6 mai 2015.
Le 6 mai 2015, elle entame une série de concerts à Las Vegas, interprétant ses 18 singles numéros 1. Étant un triomphe et acclamée par la critique,,,, cette série de concerts initialement prévue jusqu'à la fin de l'année 2015, est alors prolongée jusqu'en février 2016.

## Accueil
La chanson reçoit d'excellentes critiques,,,,,,,,. La chanson arrive à la 28 meilleure meilleure place du Hot R&B/Hip-Hop Songs.

## Clip vidéo
Le vidéoclip est réalisé par Brett Ratner. Il y démontre Mariah Carey en train de chanter la chanson à Las Vegas alternant des scènes où elle drague des hommes sur un célèbre site de rencontres.

## Classement hebdomadaire
| Classement (2015)              | Meilleure position |
| ------------------------------ | ------------------ |
| France (SNEP)                  | 85                 |
| Hongrie (Rádiós Top 40)        | 25                 |
| Japon (Hot 100)                | 64                 |
| Espagne (PROMUSICAE)           | 18                 |
| Royaume-Uni (UK R&B Chart)     | 27                 |
| États-Unis (Hot 100)           | 82                 |
| États-Unis (R&B/Hip-Hop Songs) | 28                 |

## Liste des pistes
Téléchargement digital
1. Infinity – 4:00

## Historique de sortie
| Région     | Date          | Format               | Label |
| ---------- | ------------- | -------------------- | ----- |
| Monde      | 27 avril 2015 | Téléchargement légal | Epic  |
| Italie     | 1er mai 2015  | Radio diffusion      | Epic  |
| États-Unis | 5 mai 2015    | Radio diffusion      | Epic  |